# Hafen Hasloch
Der Hafen Hasloch umfasst eine Anlandungsstelle am Main und einen Schutzhafen in der Gemeinde Hasloch im unterfränkischen Landkreis Main-Spessart, (Bayern).

## Geographie
Der Hafen Hasloch liegt bei Mainkilometer 151 rechts an der Bundeswasserstraße, Main eineinhalb Kilometer südwestlich des historischen Ortskernes von Hasloch, auf einer Höhe von 134 m ü. NN.⊙ Bei Mainkilometer 153 gibt es 400 m südöstlich des Altortes, an der Mündung des Haslochbaches, eine kleine Außenlände, an der Schiffe bis 65 m Länge Schüttgüter laden und löschen können.⊙

## Geschichte
Der Schutzhafen Hasloch entstand durch den Ausbau eines Altarmes des Mains. Der Zufluss wurde zugeschüttet und das Flussbett zum Hafenbecken ausgebaggert. Seit 1912 führt die eingleisige Bahnstrecke Miltenberg West–Wertheim unmittelbar nördlich vorbei, ohne dass dort ein eigenes Ladegeleis für den Hafen gebaut wurde.
In den 1950er Jahren wurde der Hafen im Zuge des Ausbaues des Mains zur Großschifffahrtsstraße ertüchtigt und das Wasserstraßen- und Schifffahrtsamt Aschaffenburg siedelte sich dort mit einem Außenbezirk an.

## Infrastruktur
Das Becken des Schutzhafens hat heute eine Größe von 200 × 45 m mit geböschten Ufern und mehreren Steganlagen. Er dient hauptsächlich als Bauhafen, im Winter als vor Eisgang geschützter Liegeplatz mit Ver- und Entsorgungsmöglichkeiten, sowie als Stützpunkt für Eisbrecher. Ein regelmäßiger Umschlagsbetrieb findet dort nicht statt. An der Hafeneinfahrt bestehen etwa 3.000 m² Freilagerflächen für Betriebsmittel.
Geeignete Einrichtungen für die Freizeitschifffahrt mit Kleinfahrzeugen und die Personenschifffahrt bestehen in Hasloch keine.

## Verkehr
Gemeindestraßen erschließen den Hafen zu der nördlich verlaufenden St 2315 und St 2316 hin; keine 5 km entfernt ist die BAB 3. Eine ÖPNV-Zustiegsmöglichkeiten gibt es am Haltepunkt Haslach der Bahnstrecke Miltenberg West–Wertheim. Auf der Südseite des Mains ist eine Verladung auf den Schienengüterverkehr möglich.